# Gelmelstraat
De Gelmelstraat is een straat in de Belgische stad Hoogstraten. De Gelmelstraat begint in het centrum van Hoogstraten als zijstraat van de Vrijheid, en loopt in oostelijke richting tot aan de Bouwhoef en Klinketstraat. De straat is onderdeel van de N124.
De oudste vermelding van de straat dateert uit 1361. De straat werd toen Lombaertstraat genoemd. Later wijzigde de naam in Gelmelstraat, maar in de volksmond was ook Kermisstraat gebruikelijk. De Gelmelstraat werd in de tweede helft van de 19e eeuw onderdeel van de weg tussen Hoogstraten en Turnhout.
De bebouwing concentreerde zich in de 18e eeuw nog vooral rondom het beginpunt bij de Vrijheid. In de 19e en 20e eeuw ontstond langs de rest van de weg een lintbebouwing van arbeiderswoningen en burgerhuizen.
Aan de Gelmelstraat staan diverse monumenten, waaronder het van oorsprong middeleeuwse Gelmelslot, de uit 1880 daterende Heilig Hartkapel, de gemeentelijke jongensschool (1876-1878) en de Katholieke onderwijsinstelling De Spijker (19e eeuw).
Op nummer 24 werd in 1888 een postkantoor geopend. Nadat het kantoor in 1994 was verhuisd naar de Gravin Elisabethlaan, stond het gebouw aan de Gelmelstraat een tiental jaren leeg. In 2005 werd het pand gesloopt.